# Simeon (Altes Testament)

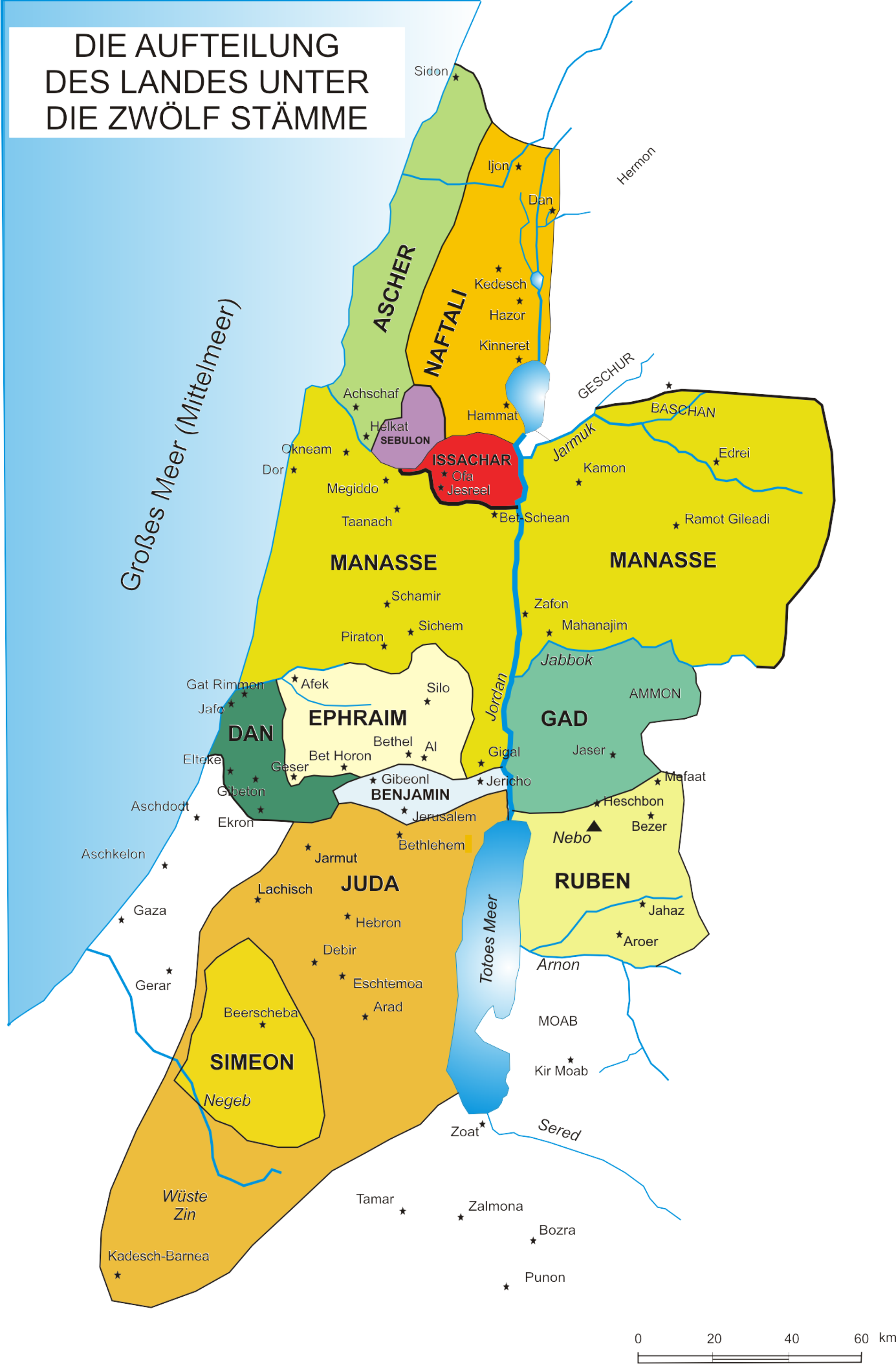
Die Gebiete der 12 Stämme Israels

Simeon (hebräisch שִׁמְעוֹן schimʿōn, arabisch شمعون DMG Šamʿūn, Schamʿūn) ist im Tanach einer der 12 Söhne Jakobs und Stammvater eines der Zwölf Stämme Israels. Sein Name wird in Gen. 29,33 auf die Aussage seiner Mutter Lea zurückgeführt: "Da der Ewige gehört hatte (schamma), daß ich ungeliebt bin, darum gab er mir auch diesen!" Und sie nannte ihn Schim'on." (Übersetzung Tur-Sinai).
Er ist der zweite Sohn Jakobs und Leas nach Ruben. Von ihm wird in den biblischen Erzählungen unter anderem von einem Rachefeldzug mit seinen Brüdern gegen einen kanaanäischen Stadtstaat berichtet, nachdem dessen König seine Schwester Dina vergewaltigt hatte (Gen 34 ). In der Josefgeschichte wird Simeon von seinem Bruder Josef in Ägypten gefangen gehalten, bis seine Brüder mit Benjamin wiederkommen (Gen 42,24 ). Später kündete sein Vater ihm vor seinem Tod die Zerstreuung seiner Nachkommen, also den Untergang seines Stammes, an (Gen 49,5–7 ). Nach Ex 6,15  hat Simeon sechs Söhne: Jemuël, Jamin, Ohad, Jachin, Zohar und Schaul. Mutter Schauls ist eine Kanaaniterin.
In der pseudepigraphen Schrift der Testamente der zwölf Patriarchen wird ebenfalls auf Simeons Neid und Hass angesprochen. Sein fehlendes Mitleid bereut er zutiefst, denn Mitleid und Erbarmen sind in den Patriarchentestamenten herausragende Tugenden. So mahnt er seine Nachkommen, es ihm nicht gleichzutun.
Den Namen Simeon trugen später auch andere Israeliten. So erwähnt Lk 2,25–35  einen Simeon neben der Prophetin Hanna (Lk 2,36–38 ) in der Erzählung von der Darstellung Jesu im Tempel. Biblische Träger des Kurznamens Simon waren der Jünger Jesu und spätere Apostel Simon Petrus, ein weiterer Jünger Simon (Beiname Zelotes) und der Zauberer Simon Magus (Apg 8,9–25 ).
Im biblischen Gebiet des Stammes Simeon gelegen, enthält der Regionalverband B’nei Schimon (Söhne Simeons) diesen in seinem Namen.